# Svartahrid
A Svartahrid 1994-ben alakult norvég black metal együttes, jelenlegi kiadója a Soulseller Records. 1994-ben alapította Istar és Forn. 2003 júniusában Ilvastar másokkal együtt betört egy krematóriumba és meggyalázott pár holttestet. Ezután levágta az egyik holttest fejét, és elvitte magával. Kétéves börtönbüntetés elé néz, egy év után szabadulhat.

## Tagok
Jelenlegi felállás
- Istar - ének/gitár (ex-Mactätus)
- Forn - dob (billentyűs a Mactätusban)
- NidGrim - basszusgitár (2004–)

Korábbi tagok
- Ilvastar - basszusgitár (1996–2001)
- Frank Iberg - basszusgitár (2001–2003)
- Bjoern Andre - szintetizátor (1996–1999)

## Diszkográfia
- Herskende I Blod (1998, demó)
- Forthcoming Storm (1999)
- As The Sunrise Flickers (2000)
- Sadness and Wrath (2007)